# Electra Popular Coruñesa
Electra Popular Coruñesa fue una empresa española fundada en La Coruña en 1932 por el empresario y político republicano José Miñones, con el objetivo de producir y suministrar energía eléctrica a la provincia de La Coruña. En 1936, nada más estallar la guerra civil española, Miñones fue asesinado por los sublevados y todos sus bienes confiscados. Electra Popular le fue asignada al millonario Pedro Barrié de la Maza, que la fusionó con su empresa Fábrica de Gas y Electricidad, dando lugar a Fuerzas Eléctricas del Noroeste, más conocida como Fenosa.

## Historia
José Miñones comenzó su andadura en el campo de la producción de energía eléctrica en Úbeda (Jaén), donde fundó en 1928 la central hidroeléctrica de La Loma. Con el objetivo de acercar la incipiente energía eléctrica a su tierra de origen, fundó, el 30 de septiembre de 1932, la sociedad Electra Popular Coruñesa. Su primer objetivo fue la construcción de una línea de alta tensión eléctrica hasta Carballo, con el fin de ampliarla hasta su Corcubión natal y la Costa de la Muerte, pero principalmente a las ciudades de La Coruña, Ferrol y Betanzos. Su consejo de administración estaba compuesto, en sus puestos de más relevancia, por Miñones como consejero delegado, Ángel Durán Villarnovo como presidente y Ramón Vilas y Ambrosio Ramos como vicepresidentes. Su capital inicial fue de 2 500 000 pesetas.
La primera instalación de la empresa fue una central hidroeléctrica en aguas del río Lambre cerca de Paderne, donde se inició la construcción del salto de Güimir, proyectado por el ingeniero italiano Gaudencio Zopetti. Para 1933 disponía ya de una central térmica de 1000 kW en Puentes de García Rodríguez aprovechando sus yacimientos de lignito, y otra diésel en la ciudad de La Coruña, también de 1000 kW de potencia instalada. Estas instalaciones estaban unidas por líneas de alta tensión con los centros de distribución en La Coruña, Betanzos, Sada, Puentedeume y El Ferrol.
Con el estallido, en julio de 1936, de la guerra civil española, la actividad de la empresa se paralizó por completo. José Miñones era abogado y diputado por Unión Republicana, y un conocido simpatizante de izquierdas de la ciudad de La Coruña, por lo que fue detenido por las fuerzas golpistas en los primeros días del golpe. Le fueron confiscadas todas sus empresas y se le impuso una multa de 1 000 000 de pesetas. Fue fusilado en el Campo de la Rata el 2 de diciembre de 1936. Electra Popular Coruñesa fue integrada en una sociedad propiedad del Banco Pastor cuyo dueño era Pedro Barrié de la Maza, un simpatizante del bando sublevado amigo personal del general Franco, que en 1943 integró la Electra Popular y su empresa eléctrica Fábrica de Gas y Electricidad en Fuerzas Eléctricas del Noroeste, más conocida como Fenosa, que ostentaría el monopolio absoluto del mercado eléctrico en Galicia.